# Gare de Chongqing
La gare de Chongqing (chinois : 重庆站 ; pinyin : chóngqìng zhàn) est une gare ferroviaire chinoise situé à Chongqing. Elle a été ouverte en 1952, des travaux de rénovation ont débuté en 2012.